# Ole Bækhøj
Ole Bækhøj (* 13. März 1970 in Odder) ist ein dänischer Kulturmanager.

## Leben und Werdegang
Ole Bækhøj studierte Kontrabass in Aarhus und Amsterdam und Business Administration in Kopenhagen. Als Musikstudent tourte Bækhøj mit dem Jugendorchester der Europäischen Union und dem Barockorchester der Europäischen Union durch Europa und den Nahen Osten. Nach Abschluss seines Studiums war er als freischaffender Bassist beim Koninklijk Concertgebouworkest Amsterdam und dem Radio Kamer Orkest tätig. 
Im Jahr 2001 wurde Bækhøj zum General Manager des Gabrieli Consort in London ernannt und blieb bis 2008 in dieser Funktion tätig. Zwischen 2008 und 2012 arbeitete er als Artistic & Executive Director des DR Symfoni Orkestret und war dort mitverantwortlich für die Eröffnung des neuen, von Jean Nouvel entworfenen Konzerthauses Kopenhagen. Danach leitete er drei Jahre lang das Mahler Chamber Orchestra. Im Oktober 2015 wurde Bækhøj der erste Intendant des von Daniel Barenboim gegründeten und von Frank Gehry entworfenen Pierre Boulez Saals in Berlin.
Seit 2013 lebt er mit seiner Frau und zwei Kindern in Berlin.